# Wohnhaus Gustav-Mahler-Straße 2 (Leipzig)

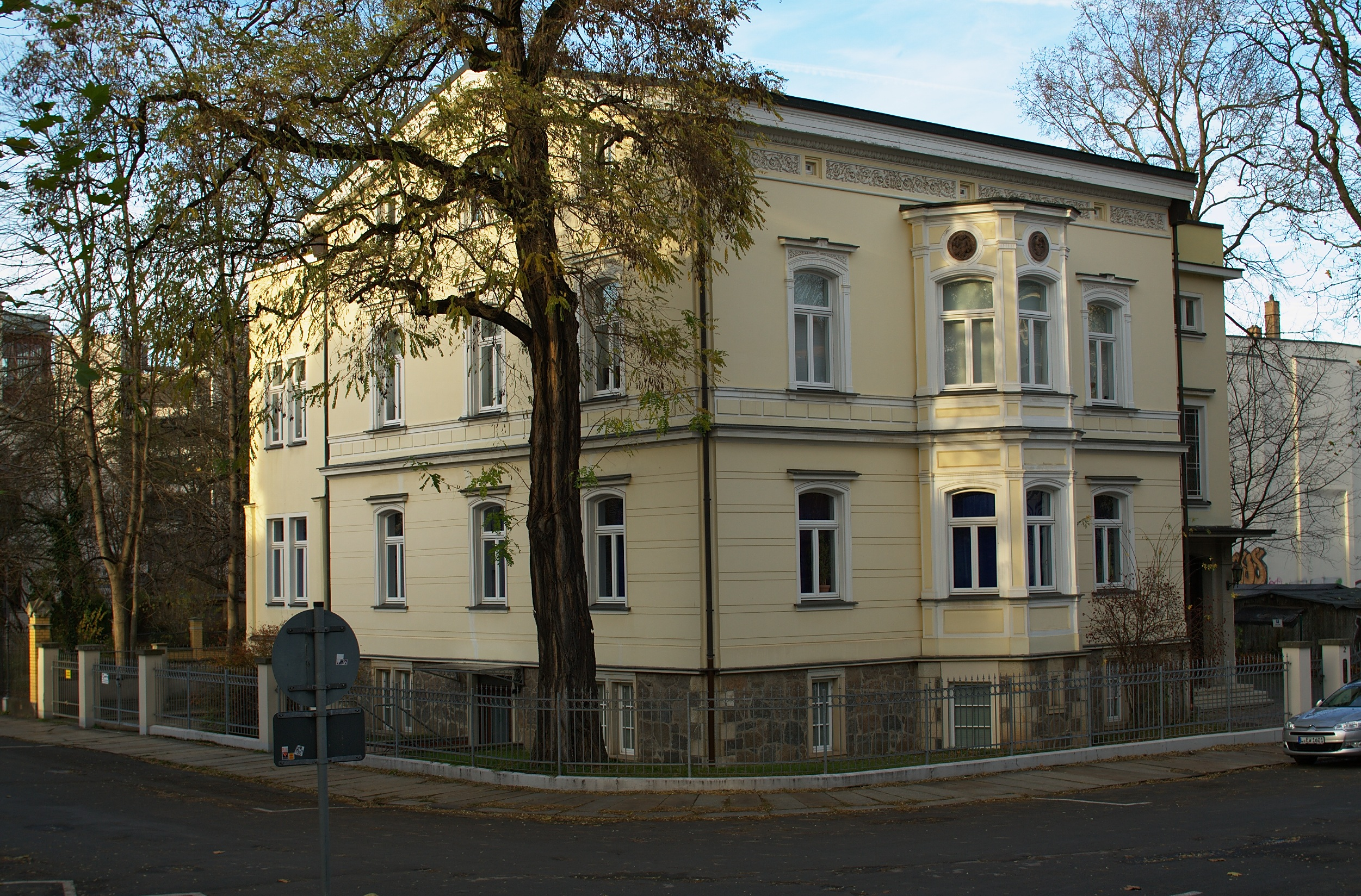
Wohnhaus in der Gustav-Mahler-Straße 2, Leipzig 2010.

Das Wohnhaus Gustav-Mahler-Straße 2 ist ein unter Denkmalschutz stehendes Gebäude im Leipziger Bachviertel.
Die Villa wurde 1855 in spätklassizistischen Formen errichtet.
Von besonderer Bedeutung ist der Bau als einer der ältesten erhaltenen dieses Leipziger Stadtquartiers.